# Tomas Scheckter

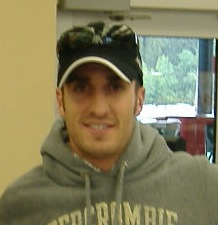
Tomas Scheckter (2006)

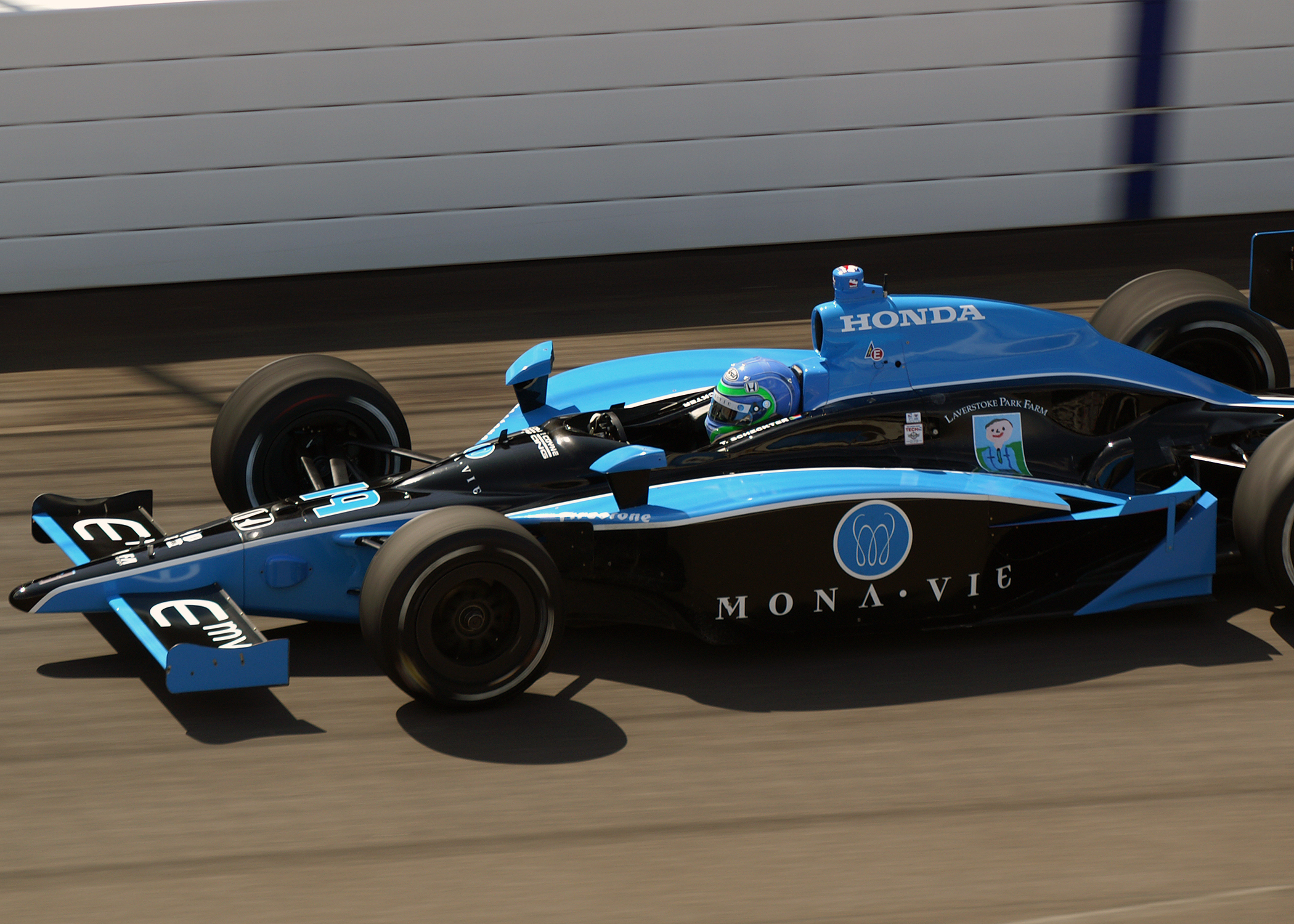
Scheckter beim Indianapolis 500 2009

Tomas Scheckter (* 21. September 1980 in Monte Carlo, Monaco) ist ein ehemaliger südafrikanischer Autorennfahrer. Er fuhr von 2002 bis 2011 in der IndyCar Series. Er ist ein Sohn des Formel-1-Weltmeisters Jody Scheckter.

## Karriere

### Anfänge im Motorsport
Scheckter begann seine Motorsportkarriere 1992 im Kartsport, in dem er bis 1996 aktiv war. Unter anderem gewann er 1995 die südafrikanische Kartmeisterschaft. 1997 gab er sein Formelsport-Debüt in der südafrikanischen Formel Ford. 1998 kehrte er nach Europa zurück und wurde als bester Neuling Dritter der Juniorenserie der britischen Formel Vauxhall. Außerdem trat er in der Wintermeisterschaft der britischen Formel Renault an und beendete diese Serie auf dem sechsten Gesamtrang. 1999 ging der Südafrikaner in der Formula Opel Euroseries an den Start und gewann den Meistertitel mit acht Siegen. Damit stellte er einen neuen Rekord auf, der zuvor von Mika Häkkinen, Rubens Barrichello und David Coulthard gehalten wurde. Da die Serie nach der Saison eingestellt wurde, war er zudem der letzte Titelträger der Formula Opel Euroseries. Außerdem startete er bei den letzten zwei Saisonrennen der Euro Open by Nissan. Bereits im ersten Rennen gelang es ihm den späteren Meister Fernando Alonso zu schlagen und das Rennen zu gewinnen. Bei seinem zweiten Rennen wurde er hinter Alonso Zweiter.
2000 wechselte Scheckter in die britische Formel-3-Meisterschaft zu Paul Stewart Racing. Mit zwei Siegen belegte er am Saisonende vor seinem Teamkollegen Narain Karthikeyan den zweiten Platz in der Meisterschaft und unterlag nur Antonio Pizzonia. Darüber hinaus startete er bei jeweils zwei Rennen der französischen Formel-3-Meisterschaft und der italienischen Formel 3000, in der er den zehnten Gesamtrang belegte. Beim prestigeträchtigen Formel-3-Masters in Zandvoort wurde er Dritter. Außerdem gab er sein Debüt in der internationalen Formel-3000-Meisterschaft und trat bei den letzten vier Rennen der Saison 2000 an. Der Südafrikaner löste Stéphane Sarrazin beim McLaren-Juniorenteam MySap.com ab. Sein Teamkollege war Tomáš Enge. Auf dem Hockenheimring erzielten die beiden Rennfahrer angeführt von Enge einen Doppelsieg für MySap.com. In der Fahrerwertung wurde Scheckter 13.
2001 wurde Scheckter zunächst von Jaguar Racing als Formel-1-Testfahrer unter Vertrag genommen. Nachdem er mit einer Prostituierten in seinem Dienstwagen erwischt worden war, wurde er bereits im Mai wieder entlassen. Anschließend erhielt er bei Vergani Racing ein Cockpit in der Open Telefónica by Nissan, der ehemaligen Euro Open by Nissan. Der Südafrikaner gewann vier Rennen und wurde Vizemeister hinter Franck Montagny. Außerdem startete er bei einem Rennen der Euro Formel 3000 und nahm als Vertretung für David Saelens bei European Minardi F3000 an einem Rennen der internationalen Formel 3000 teil.

### IndyCar Series
2002 wechselte Scheckter in die nordamerikanische Indy Racing League und erhielt ein Cockpit bei Red Bull Cheever Racing. Scheckter führte das Indianapolis 500 für 85 Runde an, schied allerdings nach einem Unfall aus. Obwohl er Pole-Positions und schnellste Rundenzeiten erzielte, fiel er in Ungnade bei seinem Teamchef und Teamkollegen Eddie Cheever, da er nach den ersten zehn Rennen nur drei Mal das Ziel erreichte und sein Auto zu oft zerstörte. Cheever wollte Scheckter bereits zum Rennen in Brooklyn durch Buddy Rice ersetzen, musste ihn jedoch auf Grund seines Vertrages einsetzen. Allerdings gab Cheever Rice bessere Ausstattung und Mechaniker. Dennoch gelang es Scheckter Rice in diesem Rennen zu schlagen und er gewann vor seinem Teamkollegen sein erstes Rennen in der Indy Racing League. Ironischerweise fiel Cheever bei diesem Rennen nach einem Unfall aus. Nach einem weiteren Rennen verließ Scheckter Cheever Racing und belegte am Saisonende den 14. Gesamtrang.
2003 blieb der Südafrikaner in der inzwischen in IndyCar Series umbenannten Rennserie und trat als Teamkollege von Scott Dixon für Chip Ganassi Racing an. Während Dixon den Meistertitel gewann, wurde Scheckter mit einem dritten Platz in Brooklyn Sieber in der Gesamtwertung. Beim Indianapolis 500 erzielte er mit einem vierten Platz sein bisher bestes Resultat bei diesem Rennen. 2004 wechselte er zu Panther Racing. Als bester Pilot seines Teams belegte er am Ende der Saison mit einem fünften Platz als bestes Resultat den 19. Gesamtrang. 2005 blieb er bei Panther Racing. Tomáš Enge, mit dem Scheckter bereits in der Formel 3000 gefahren war, war in dieser Saison sein Teamkollege. In Fort Worth gelang dem Südafrikaner sein zweiter Sieg in der IndyCar Series. Mit zwei weiteren Podest-Platzierungen beendete er die Saison auf dem neunten Platz in der Meisterschaft und ließ Enge, der 16. wurde, deutlich hinter sich.
Nachdem Scheckter im Winter 2005/2006 an vier A1-Grand-Prix-Rennen teilgenommen hatte, wechselte er in der IndyCar-Series-Saison 2006 zu Vision Racing. Mit einem dritten Platz als bestes Resultat belegte er als bester Pilot seines Teams den zehnten Platz in der Fahrerwertung. 2007 konnte der Südafrikaner zwar keine Podest-Platzierung vorweisen, er blieb jedoch der beste Vision-Pilot und beendete die Saison auf dem zehnten Gesamtrang.
Trotz seiner Leistungen erhielt er für die IndyCar-Series-Saison 2008 kein Cockpit für die komplette Saison. Mit dem neuen Rennstall Luczo Dragon Racing nahm er schließlich an sechs Rennen teil, von denen er nur eines beendete. In der Gesamtwertung wurde er 31. 2009 bestritt Luczo Dragon Racing die komplette Saison. Allerdings wurde nicht Scheckter, sondern Raphael Matos unter Vertrag genommen. Der Südafrikaner nahm schließlich für Dale Coyne Racing am Indianapolis 500 teil und trat anschließend für Dreyer & Reinbold Racing bei insgesamt zehn Rennen an. Im Gesamtklassement belegte er den 20. Platz. Für die Saison 2010 verfügte Scheckter zunächst über kein Cockpit. Für das Indianapolis 500 kehrte er zu Dreyer & Reinbold Racing zurück. Da sich Mike Conway, der in dieser Saison Stammpilot bei Dreyer & Reinbold Racing war, bei diesem Rennen schwer verletzte, bestritt der Südafrikaner als Vertretung drei weitere Rennen für das Team. Gegen Ende der Saison erhielt er zudem für zwei Rennen ein Cockpit bei Conquest Racing. Am Saisonende belegte er den 29. Gesamtrang. 2011 nahm Scheckter für SH Racing, die das Auto zusammen mit einem anderen Team vorbereiten, an zwei Rennen, unter anderem dem Indianapolis 500, teil. Er beendete das Indianapolis 500 auf dem achten Platz. Außerdem nahm er für Dreyer & Reinbold Racing als Vertretung für den verletzten Justin Wilson an einem Rennen teil und startete beim Saisonfinale für Sarah Fisher Racing. Die Saison schloss er auf dem 32. Platz der Fahrerwertung ab.

## Persönliches
Tomas Scheckter entstammt einer Rennfahrerfamilie. Sein Vater Jody Scheckter gewann 1979 die Formel-1-Weltmeisterschaft. Sein Onkel Ian Scheckter war ebenfalls in der Formel 1 aktiv. Sein älterer Bruder Toby sowie sein Cousin Jaki sind ebenfalls Rennfahrer.

## Statistik

### Karrierestationen
| - 1992–1996: Kartsport - 1997: Südafrikanische Formel Ford - 1998: Britische Formel Vauxhall, Juniorenserie (Platz 3) - 1998: Britische Formel Renault, Winterserie (Platz 6) - 1999: Formula Opel Euroseries (Meister) - 1999: Euro Open by Nissan (Platz 12) - 2000: Britische Formel 3 (Platz 2) - 2000: Formel 3000 (Platz 13) | - 2000: Italienische Formel 3000 (Platz 10) - 2001: Open Telefónica by Nissan (Platz 2) - 2001: Formel 3000 - 2001: Euro Formel 3000 - 2001: Formel 1 (Testfahrer) - 2002: Indy Racing League (Platz 14) - 2003: IndyCar Series (Platz 7) - 2004: IndyCar Series (Platz 19) | - 2005: IndyCar Series (Platz 9) - 2006: IndyCar Series (Platz 10) - 2007: IndyCar Series (Platz 10) - 2008: IndyCar Series (Platz 31) - 2009: IndyCar Series (Platz 20) - 2010: IndyCar Series (Platz 29) - 2011: IndyCar Series (Platz 32) |

### Einzelergebnisse in der IndyCar Series
| Saison | Team                       | 1      | 2      | 3      | 4       | 5       | 6       | 7      | 8      | 9      | 10     | 11     | 12     | 13     | 14     | 15     | 16     | 17     | 18     | 19   | Punkte | Rang |
| ------ | -------------------------- | ------ | ------ | ------ | ------- | ------- | ------- | ------ | ------ | ------ | ------ | ------ | ------ | ------ | ------ | ------ | ------ | ------ | ------ | ---- | ------ | ---- |
| 2002   | Red Bull Cheever Racing    | HMS 6  | PHX 24 | FON 24 | NZR 21  | INDY 26 | TXS 17  | PPI 16 | RIR 4  | KAN 15 | NSH 13 | MIS 1  | KTY 22 | STL    | CHI    | TX2    |        |        |        |      | 210    | 14.  |
| 2003   | Target Chip Ganassi Racing | HMS 8  | PHX 15 | MOT 16 | INDY 4  | TXS 18  | PPI 8   | RIR 18 | KAN 9  | NSH 10 | MIS 3  | STL 4  | KTY 10 | NZR 19 | CHI 5  | FON 5  | TX2 15 |        |        |      | 356    | 7.   |
| 2004   | Panther Racing             | HMS 5  | PHX 16 | MOT 13 | INDY 18 | TXS 20  | RIR 17  | KAN 15 | NSH 19 | MIL 21 | MIS 19 | KTY 22 | PPI 17 | NZR 13 | CHI 19 | FON 15 | TX2 18 |        |        |      | 230    | 19.  |
| 2005   | Panther Racing             | HMS 11 | PHX 17 | STP 17 | MOT 10  | INDY 20 | TXS 1*  | RIR 4  | KAN 5  | NSH 17 | MIL 3  | MIS 3  | KTY 21 | PPI 14 | SNM 16 | CHI 4  | WGL 20 | FON 7* |        |      | 390    | 9.   |
| 2006   | Vision Racing              | HMS 9  | STP 12 | MOT 13 | INDY 27 | WGL 10  | TXS 10  | RIR 7  | KAN 7  | NSH 15 | MIL 3  | MIS 5  | KTY 7  | SNM 17 | CHI 10 |        |        |        |        |      | 298    | 10.  |
| 2007   | Vision Racing              | HMS 8  | STP 6  | MOT 9  | KAN 5   | INDY 7  | MIL 17  | TXS 14 | IOW 19 | RIR 7  | WGL 13 | NSH 11 | MDO 9  | MIS 11 | KTY 5  | SNM 8  | DET 13 | CHI 20 |        |      | 357    | 10.  |
| 2008   | Luczo Dragon Racing        | HMS    | STP    | MOT1   | LBH1    | KAN 23  | INDY 24 | MIL    | TXS 25 | IOW    | RIR    | WGL    | NSH    | MDO    | EDM    | KTY    | SNM 27 | DET 21 | CHI 26 | SRF2 | 66     | 31.  |
| 2009   | Dale Coyne Racing          | STP    | LBH    | KAN    | INDY 12 |         |         |        |        | WGL    |        |        |        | MDO    | SNM    |        |        |        |        |      | 195    | 20.  |
| 2009   | Dreyer & Reinbold Racing   | STP    | LBH    | KAN    |         | MIL 13  | TXS 13  | IOW 6  | RIR 11 | WGL    | TOR 16 | EDM 19 | KTY 22 | MDO    | SNM    | CHI 8  | MOT 23 | HMS 9  |        |      | 195    | 20.  |
| 2010   | Dreyer & Reinbold Racing   | SAO    | STP    | ALA    | LBH     | KAN     | INDY 15 | TXS 13 | IOW    | WGL    | TOR 15 | EDM 19 | MDO    | SNM    |        |        | MOT    | HMS    |        |      | 89     | 29.  |
| 2010   | Conquest Racing            | SAO    | STP    | ALA    | LBH     | KAN     |         |        | IOW    | WGL    |        |        | MDO    | SNM    | CHI 28 | KTY 14 | MOT    | HMS    |        |      | 89     | 29.  |
| 2011   | SH Racing                  | STP    | ALA    | LBH    | SAO     | INDY 8  | TXS1    | TXS2   | MIL    | IOW    | TOR    | EDM    | MDO    |        | SNM    | BAL 22 | MOT    | KTY    |        |      | 52     | 32.  |
| 2011   | Dreyer & Reinbold Racing   | STP    | ALA    | LBH    | SAO     |         | TXS1    | TXS2   | MIL    | IOW    | TOR    | EDM    | MDO    | NHA 23 | SNM    |        | MOT    | KTY    |        |      | 52     | 32.  |
| 2011   | Sarah Fisher Racing        | STP    | ALA    | LBH    | SAO     |         | TXS1    | TXS2   | MIL    | IOW    | TOR    | EDM    | MDO    |        | SNM    |        | MOT    | KTY    | LSV C  |      | 52     | 32.  |

| Farbe      | Bedeutung                                          |
| ---------- | -------------------------------------------------- |
| Gold       | Sieger                                             |
| Silber     | 2. Platz                                           |
| Bronze     | 3. Platz                                           |
| Grün       | 4. und 5. Platz                                    |
| Hellblau   | 6. bis 10. Platz                                   |
| Dunkelblau | Rennen beendet (außerhalb der ersten zehn Piloten) |
| Violett    | Rennen nicht beendet                               |
| Rot        | nicht qualifiziert (DNQ)                           |
| Schwarz    | disqualifiziert (DSQ)                              |
| Weiß       | nicht am Start (DNS)                               |
| Weiß       | zurückgezogen (WD)                                 |
| Weiß       | Rennen abgesagt (C)                                |
| Blanko     | nicht teilgenommen                                 |
| Blanko     | nicht erschienen (DNA)                             |
| Blanko     | verletzt oder krank (INJ)                          |
| Blanko     | ausgeschlossen (EX)                                |

1 Die Rennen fanden am selben Tag statt.
2 Es wurden keine Punkte vergeben.